# ジョセフ・ホルブルック
ジョーセフ・チャールズ・ホルブルック（Joseph Charles Holbrooke、1878年7月5日クロイドン – 1958年8月5日 ロンドン）は、イングランドの作曲家・ピアニスト・指揮者。後に名の綴りを「Josef」に改めた。時に「コックニーのワーグナー」と呼ばれることがある。

## 略歴
12歳でピアニストとしてデビューした後、上京して英国王立音楽院に進み、フレデリック・コーダーらに師事。学業を終えると保養地のオーケストラの指揮者として活動するが、この間に作曲家として名を揚げることを志すようになる。
1900年に確たる財力もないまま作曲家として自活することを選び、交響詩《大鴉》作品25を発表。同年オーガスト・マンズの指揮によってクリスタル・パレスで行われた初演は、大成功に終わった。これに続いて《ヴァイキング “The Viking”》や《バイロン》、《女王マブ “Queen Mab”》といった管弦楽曲が発表されると、イギリスで最も有能な、最も進歩的な作曲家のひとりと目されるようになる。「コックニーのワーグナー」と呼ばわったのもこの時期に遡る。
しかしながら第一次世界大戦が終わって欧米で音楽の趣味の変化が訪れたにもかかわらず、大陸流の新古典主義にも、またヴォーン・ウィリアムズを筆頭とするイギリス国内の牧歌的で瞑想的な風潮にも染まることなく、19世紀ロマン派音楽の伝統を墨守し続け、その後もワーグナー流の連作オペラによって更なる飛躍を夢見ていたため、結局のところは時流と相容れず、次第にイギリス楽壇から疎遠になった。
息子のグウィディオン・ブルックは著名なファゴット奏者となった。

## 作品
8つの交響曲のほか、数多くの交響詩や2つのピアノ協奏曲に加えて、弦楽四重奏曲やクラリネット五重奏曲、ピアノ五重奏曲やピアノ四重奏曲を含む数々の室内楽曲を遺した。作品の大半がエドガー・アラン・ポーに霊感を受けており、なかでも交響詩《大鴉》作品25や、エルガーに献呈された管弦楽のための前奏曲《鐘》作品50、バレエ音楽《赤死病の仮面》は、ホルブルックの代表作でもある。一方で、《ピアノ協奏曲 第1番「グウィン・アプ・ニーズの唄 “The song of Gwyn ap Nudd”」》作品52のように、アイルランドやケルト民族を題材とした作品も手懸けており、ウェールズの叙事詩に基づく三部作の大作オペラ《マビノギョン（Mabinogion）》も遺した。

### 作風と評価
ホルブルックは、同世代の他のイギリス人作曲家 ――フランク・ブリッジやハヴァーガル・ブライアンら―― とともに、音楽史においてその功績と独創性が不当に評価されたままの作曲家の一人である。その大作志向から、創り出された作品が「興行師には出費を、聞き手には忍耐をひどく要求した」ためだとする説もある一方で、いくつかの管弦楽曲は、アルトゥール・ニキシュやハンス・リヒター、ヘンリー・ウッド、トマス・ビーチャムといった往時の主要な指揮者が上演するなど、20世紀初頭においてはそれなりの評価も受けており、ホルブルックの擁護者の中には、作曲家グランヴィル・バントックのほか、新ドイツ楽派の支持者アーネスト・ニューマンやスクリャービンの支持者イーグルフィールド＝ハルといった当時の有力な音楽評論家がいた。つまるところホルブルックが音楽史から忘れ去られたのは、フランク・ブリッジがイギリス楽壇の非主流派となったのとはまさに逆の理由によって、つまり、第一次世界大戦後もドイツ盛期ロマン派音楽の伝統をかなぐり捨てることが出来なかったために、ちょうど同時代のリヒャルト・シュトラウスと同じく、時代遅れで保守的であると看做されたことによっている。
同世代のたいていの作曲家が調性の拡張や破壊・放棄に向かう中、ベルリオーズやリヒャルト・シュトラウスの影響が明らかな、後期ロマン派音楽の様式を踏まえた管弦楽曲を数多く残した。元々そのような素養があったところに、ワグネリアンのフレデリック・コーダーの指導を受けたことにより、その傾向が強まったものと思われる。多くの作品では、自由だが手堅い楽曲構成、華麗で多様な音色への好み、洗練された精緻な管弦楽法、豊かな詩情と想像力、幻想的な内容、頻繁な半音階技法という特徴が見受けられる。一方で、暗い情念の支配や、短調への傾斜、民族音楽に影響された通俗性、劇的・情熱的に高揚する表現と重厚で濃密な楽想の展開、ブラヴーラな超絶技巧の要求という点で、いくつかの作品はマーラーやラフマニノフに似た作風を示すこともある。
現在は、いくつかの器楽曲が録音を通じて復活を遂げつつあるものの、オペラについては依然として再評価が進んでいない。

## その他
イギリスの作曲家でベース奏者のギャヴィン・ブライアーズは、ホルブルックに対する称賛の念から、デレク・ベイリーやトニー・オクスレイらとの即興演奏グループに「ジョセフ・ホルブルック」という名を付けた。しかしながらこのグループがホルブルックの作品を演奏したことはない。